# 17. Deutscher Bundestag
Der 17. Deutsche Bundestag bestand zwischen dem 27. Oktober 2009 und dem 22. Oktober 2013. Insgesamt tagte der 17. Deutsche Bundestag in 253 Sitzungen, wobei die letzte Sitzung am 3. September 2013 stattfand. Der 17. Deutsche Bundestag konstituierte sich durch die Bundestagswahl 2009, die am 27. September 2009 stattfand.
Alterspräsident war Heinz Riesenhuber von der CDU (Bundesminister a. D.).
Am 28. Oktober 2009 wählte der 17. Deutsche Bundestag Angela Merkel mit 323 Ja-Stimmen, 285 Nein-Stimmen und 4 Enthaltungen im ersten Wahlgang zum zweiten Mal zur Bundeskanzlerin (siehe auch Kabinett Merkel II).

## Mitglieder des Bundestages
- LINKE: 75
- SPD: 146
- GRÜNE: 68
- CDU/CSU: 237
- FDP: 93
- fraktionslos: 1

Der 17. Deutsche Bundestag hatte zu Beginn der Legislaturperiode insgesamt 622 Abgeordnete, im September 2013 waren es noch 620 Abgeordnete. Den höchsten Sitzanteil hatte die CDU/CSU mit 239 Sitzen (am Ende 237), worauf die SPD mit 146 Sitzen folgte. Zudem waren im 17. Deutschen Bundestag noch die FDP (93 Sitze), Die Linke (76 Sitze, am Ende 75) und Bündnis 90/Die Grünen (68 Sitze) vertreten. Im Dezember 2012 trat Wolfgang Nešković aus der Linksfraktion aus und war bis zum Ende der Legislaturperiode der einzige fraktionslose Abgeordnete.

## Präsidium des Bundestages
Norbert Lammert wurde in der ersten Sitzung mit 522 Stimmen Ja-Stimmen, 66 Nein-Stimmen und 29 Enthaltungen zum Bundestagspräsident gewählt. Die Besetzung des Präsidiums blieb, bis auf das Ausscheiden von Susanne Kastner, gleich.

## Arbeit
Der 17. Deutsche Bundestag produzierte insgesamt 14.732 Bundestagsdrucksachen, was den bisherigen Rekord von 14.163 Bundestagsdrucksachen des 16. Deutschen Bundestages übertraf.

### Gesetze
Insgesamt kam es zur Einbringung von 844 Gesetzesinitiativen in den Bundestag, wovon sich 484 auf Regierungsvorlagen, 82 auf Initiativen des Bundesrates und 278 auf Initiativen des Bundestages verteilen. 789 Gesetze wurden in 1. Beratung behandelt und insgesamt 553 vom Bundestag verabschiedet.
Besondere mediale Aufmerksamkeit erhielten unter anderem:
- das Wachstumsbeschleunigungsgesetz vom 22. Dezember 2009
- das Währungsunion-Finanzstabilitätsgesetz vom 7. Mai 2010, sowie das Stabilisierungsmechanismusgesetz vom 22. Mai 2010 zur Einrichtung des Europäischen Stabilitätsmechanismus
- die Laufzeitverlängerung deutscher Kernkraftwerke durch das Elfte Gesetz zur Änderung des Atomgesetzes vom 28. Oktober 2010, sowie den Atomausstieg durch das Dreizehnte Gesetz zur Änderung des Atomgesetzes vom 31. Juli 2011
- das Wehrrechtsänderungsgesetz 2011 vom 24. März 2011, welches die Aussetzung der Wehrpflicht in Deutschland seit Juli 2011 regelt
- das Gesetz zur Fortentwicklung des Meldewesens (meist nur Meldegesetz) vom 28. Juni 2011
- das Gesetz zur Einführung eines Betreuungsgeldes vom 15. Februar 2013
- das Leistungsschutzrecht für Presseverleger, durch das Siebente Gesetzes zur Änderung des Urheberrechtsgesetzes vom 1. März 2013

Zwei Gesetze wurden durch einzelne Abgeordnete verschiedener Fraktionen eingebracht und ohne Fraktionszwang beschlossen. Dabei handelte es sich um das Gesetz zur Regelung der Präimplantationsdiagnostik (kurz Präimplantationsdiagnostikgesetz) vom 7. Juli 2011 und das Gesetz zur Änderung des Transplantationsgesetzes am 25. Mai 2012. Zwei weitere Gesetze kamen durch die Zusammenarbeit aller Fraktionen zustande: das Gesetz über die Zusammenarbeit von Bundesregierung und Deutschem Bundestag in Angelegenheiten der Europäischen Union (EUZBBG), das am 18. April 2013 beschlossen wurde, und das Gesetz zur 21. Änderung des Bundeswahlgesetzes, das am 31. Januar 2013 beschlossen wurde und das Wahlrecht für Auslandsdeutsche abänderte.

### Ausschüsse
Der 17. Deutsche Bundestag hatte 22 ständige Ausschüsse. Im Vergleich zum 16. Deutschen Bundestag blieb die Menge und die Bezeichnungen der Ausschüsse gleich. Es änderte sich lediglich Anzahl der Mitglieder und Vorsitzposten.

### Gremien
Der 17. Deutsche Bundestag konstituierte neun Gremien, wozu auch spezielle Kontrollgremien gehörten. Der Arbeitsbereich der Gremien geht „über die Beratung von konkreten Gesetzesvorhaben hinaus[]“. Zu den Gremien gehören auch insgesamt zwei Enquete-Kommissionen.
| Ausschuss                                                  | Vorsitz           | Mitglieder                                                                            | CDU/CSU | SPD | FDP | Die Linke | Bündnis 90/ Die Grünen |
| Gremium nach Artikel 13 Absatz 6 Grundgesetz               | Norbert Geis      | 9                                                                                     | 4       | 2   | 1   | 1         | 1                      |
| Enquete-Kommission Internet und digitale Gesellschaft      | Axel E. Fischer   | 17 (+17 Sachverständige)                                                              | 6       | 4   | 3   | 2         | 2                      |
| Enquete-Kommission Wachstum, Wohlstand, Lebensqualität     | Daniela Kolbe     | 17 (+17 Sachverständige)                                                              | 6       | 4   | 3   | 2         | 2                      |
| Gremium gemäß § 10a des Finanzmarktstabilisierungsgesetzes | Florian Toncar    | 9                                                                                     | 4       | 2   | 1   | 1         | 1                      |
| G 10-Kommission                                            | Hans de With      | 4 (1 Abgeordneter + 3 Personen, die nicht Abgeordnete des Deutschen Bundestages sind) |         |     |     | 1         |                        |
| Parlamentarisches Kontrollgremium (PKGr)                   | Thomas Oppermann  | 11                                                                                    | 4       | 3   | 2   | 1         | 1                      |
| Gremium nach § 23c Absatz 8 Zollfahndungsdienstgesetz      | Ruprecht Polenz   | 9                                                                                     | 4       | 2   | 1   | 1         | 1                      |
| Parlamentarischer Beirat für nachhaltige Entwicklung       | Andreas Jung      | 22                                                                                    | 9       | 5   | 3   | 3         | 2                      |
| Wahlausschuss                                              | Wolfgang Nešković | 12                                                                                    | 5       | 3   | 2   | 1         | 1                      |

Farbig markiert sind die Fraktionen, die im jeweiligen Gremien den Vorsitz stellen.

## Parlamentarische Kontrolle

### Anfragen, Aktuelle Stunden und Befragungen
Insgesamt kam es während des 17. Deutschen Bundestages zu 54 großen Anfragen und 3.626 kleinen Anfragen. Zudem gab es 131 aktuelle Stunden, 71 Fragestunden und 69 Befragungen der Bundesregierung.

### Untersuchungsausschüsse
Während der Legislaturperiode des 17. Deutschen Bundestages kam es zu zwei Untersuchungsausschüssen.

#### 1. Untersuchungsausschuss
Am 26. März 2010 wurde der 1. Untersuchungsausschuss eingesetzt, der als „Gorleben-Untersuchungsausschuss“ bezeichnet wird. Zwischen dem 22. April 2010 und dem 16. Mai 2013 fanden 100 Sitzungen statt, um die Umstände zu prüfen, unter denen nur der Standort Gorleben auf eine Eignung als Endlager geprüft wurde.
Der Ausschuss bestand aus sechs Abgeordneten der CDU/CSU (Maria Flachsbarth, Reinhard Grindel, Dietrich Monstadt, Franz Obermeier, Michael Paul und Eckhard Pols), drei Abgeordneten der SPD (Marco Bülow bis 5. Oktober 2010, Sebastian Edathy bis 7. Februar 2012, Michael Gerdes vom 5. Oktober 2010 bis zum 20. September 2011, Kirsten Lühmann ab dem 20. September 2011, Matthias Miersch ab dem 7. Februar 2012 und Ute Vogt) und jeweils zwei Abgeordneten der FDP (Angelika Brunkhorst, Marco Buschmann), der Linken (Dorothée Menzner, Kornelia Möller) und des Bündnis 90/Die Grünen (Sylvia Kotting-Uhl, Dorothea Steiner). Vorsitzende war Maria Flachsbarth.
Der Abschlussbericht des Untersuchungsausschusses ist 836 Seiten lang und wurde am 16. Mai 2013 veröffentlicht.

#### 2. Untersuchungsausschuss
Der 2. Untersuchungsausschuss wurde am 26. Januar 2012 eingesetzt, er wurde auch als „NSU-Untersuchungsausschuss“ bekannt, der zur „Aufklärung der Taten der Terrorgruppe ‚Nationalsozialistischer Untergrund‘“ beitragen und die Rolle der „Sicherheits- und Ermittlungsbehörden“ klären sollte. Vom 27. Januar 2012 bis zum 22. August 2013 fanden 76 Sitzungen statt.
Der Ausschuss bestand aus vier Abgeordneten der CDU/CSU (Clemens Binninger, Tankred Schipanski, Armin Schuster, Stephan Stracke), drei Abgeordneten der SPD (Sebastian Edathy, Eva Högl, Sönke Rix), zwei Abgeordneten der FDP (Serkan Tören, Hartfrid Wolff), und jeweils einem Abgeordneten der Linken (Petra Pau) und des Bündnis 90/Die Grünen (Wolfgang Wieland). Vorsitzender war Sebastian Edathy.
Der Abschlussbericht des Untersuchungsausschusses ist 1.357 Seiten lang und wurde am 22. August 2013 veröffentlicht.

### Verteidigungsausschuss als Untersuchungsausschuss
Nach Art. 45a des Grundgesetzes hat der Verteidigungsausschuss die Rechte eines Untersuchungsausschusses. Auf Antrag eines Viertels seiner Mitglieder muss es zu einer Untersuchung kommen. Dies kam während des 17. Deutschen Bundestages zwei Mal vor. Die Besetzung der Untersuchungsausschüsse ist identisch mit der Besetzung des Verteidigungsausschusses.

#### 1. Untersuchungsausschuss zum Luftangriff bei Kundus

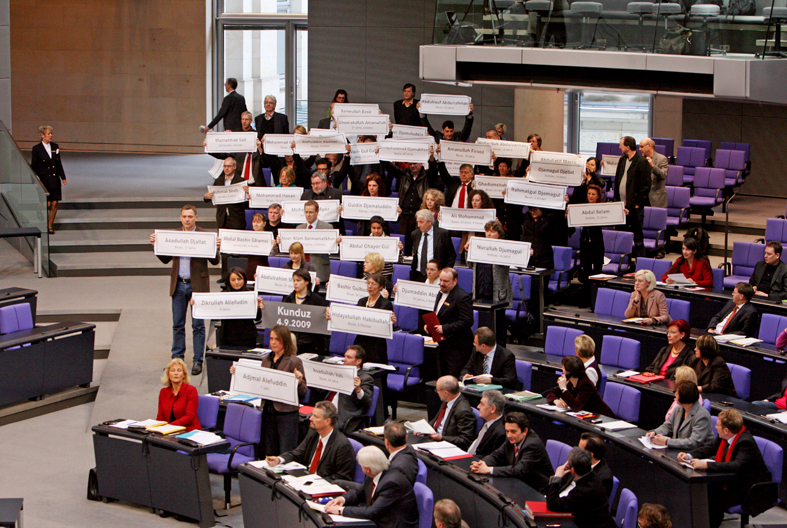
Schilder-Aktion der Linken am 26. Februar 2010

Der Luftangriff bei Kundus fand am 4. September 2009 statt. Dabei kamen 142 Menschen ums Leben. In Konsequenz zu dem Angriff trat am 27. November 2009 Franz Josef Jung aufgrund von Kritik an der Informationspolitik von seinem Posten zurück. Er war zur Zeit des Angriffs Bundesverteidigungsminister. In einer Debatte im Bundestag am 26. Februar 2010 kam es zum Eklat, als die Linksfraktion Schilder mit Todesanzeigen für die Opfer des Luftangriffs hoch hielten. Sie wurden daraufhin des Plenums verwiesen.
Der Untersuchungsausschuss konstituierte sich am 16. Dezember 2009 und hatte die Aufgabe, den Luftangriff und die „Aufklärungs- und Informationspraxis der Bundesregierung“, genauso wie die „Vereinbarkeit der gewählten Vorgehensweise mit nationalen und multinationalen politischen, rechtlichen und militärischen Vorgaben für den Einsatz in Afghanistan“ zu untersuchen. Zwischen dem 16. Dezember 2009 und dem 20. Oktober 2011 fanden 58 Sitzungen statt.
Am 20. Oktober 2011 legte der Ausschuss seinen 580-seitigen Abschlussbericht vor.

#### 2. Untersuchungsausschuss zum Entwicklungsvorhaben EURO HAWK
Aufgrund der Euro-Hawk-Affäre wurde am 26. Juni 2013 der 2. Untersuchungsausschuss konstituiert, der die „vertraglichen, rechtlichen, haushälterischen, militärischen, technologischen und politischen Gesichtspunkten“ der EuroHawk-Entwicklung, sowie die „Aufklärungs- und Informationspraxis der Bundesregierung“ untersuchen sollte. Zwischen dem 26. Juni 2013 und dem 26. August 2013 fanden neun Sitzungen statt.
Am 26. August 2013 legte der Ausschuss seinen Abschlussbericht vor. Der Bericht hat insgesamt 1.530 Seiten.

## Sondersitzungen
Während der 17. Wahlperiode kam es zu mehreren Sondersitzungen, dabei handelte es sich um die 160. Sitzung am 27. Februar 2012, die 189. Sitzung am 19. Juli 2012 und die 248. Sitzung am 25. Juni 2013. Zudem kam es am 2. (252. Sitzung) und 3. September 2013 (253. Sitzung) zu Sondersitzungen.
In der 160. Sitzung gab die Bundeskanzlerin die Regierungserklärung ab, zudem war eine Beratung eines Antrags des Bundesfinanzministeriums zu „Finanzhilfen zugunsten der Hellenischen Republik“ auf der Tagesordnung. Themen der 189. Sitzung waren die Regierungserklärung durch den Bundesminister der Finanzen Wolfgang Schäuble und eine Debatte eines Antrages zur „Finanzhilfe zugunsten Spaniens“. Bezüglich des Hochwassers 2013 wurde in der 248. Sitzung über Finanzhilfen beraten. In den Sitzungen des 2. und 3. September 2013 wurde über den Bundeshaushalt 2014 beraten.

## Reden ausländischer Gäste und Gastrednern vor den Mitgliedern des Deutschen Bundestages
Während des 17. Deutschen Bundestages sprachen vier ausländische Gäste im Plenum des Bundestages. Während der Gedenkveranstaltung des Deutschen Bundestages für die Opfer des Nationalsozialismus am 27. Januar 2010 sprachen der polnische Historiker Feliks Tych und der israelische Staatspräsident Schimon Peres. Bei der Gedenkstunde des Deutschen Bundestages für die Opfer des Nationalsozialismus am 27. Januar 2011 sprach Zoni Weisz, ein Überlebender des Holocaust. Zur Gedenkstunde für die Opfer des Nationalsozialismus am 27. Januar 2012 sprach Marcel Reich-Ranicki.
Am 22. September 2011 hielt Benedikt XVI. eine Ansprache, in welcher er sich mit den „Grundlagen des freiheitlichen Rechtsstaats“ auseinandersetzte. Die Rede erfolgte „im Rahmen seines Staatsbesuchs“ (d. h. in seiner Funktion als Staatsoberhaupt des Staates Vatikanstadt) auf eine Einladung des Bundestagspräsidenten Norbert Lammerts, die „mit Zustimmung aller Fraktionen“ an den Papst gerichtet worden war.
Am 22. Januar 2013 wurde der Élysée-Vertrag gewürdigt, dazu fand eine gemeinsame Sitzung der beiden Parlamente statt, die „Elysée-Sitzung“. Während der Sitzung sprachen der Präsident Frankreichs François Hollande, der Präsident der Französischen Nationalversammlung Claude Bartolone und die Vorsitzenden der jeweiligen Fraktionen in der Nationalversammlung Bruno Le Roux (SRC), Christian Jacob (UMP), Jean-Louis Borloo (UDI), François de Rugy (Groupe écologiste), Joël Giraud (RRDP) und André Chassaigne (GDR).